# APUeN
APUeN neboli Asociace poskytovatelů a uživatelů elektronických nástrojů pro výběrová řízení a elektronické aukce je česká a slovenská nevládní nezisková organizace. Česká APUeN byla založena roku 2009 a slovenská v roce 2012. Účelem profesního občanského sdružení je přispívání k implementaci eAukcí a dalších elektronických nástrojů do procesů firemních i státních nákupních procesů.
Jedná se o organizaci, která si klade za cíl vytvořit prostor pro vzájemné setkávání a výměnu názorů lidí, kteří používají elektronické nástroje nakupování, s těmi, co poskytují software a služby s tím související a dále lidí, kteří se o nich chtějí dozvědět více.
Česká a slovenská asociace APUeN společně každoročně vyhlašují soutěž Fair Sourcing Awards (FSA) – Ceny férového nákupu, kterou vrcholí mezinárodní konference eBF o eSourcingu.
Slovenská asociace APUeN od roku 2014 nepravidelně vydává bulletin věnovaný problematice veřejného obstarávání a firemního nákupu na Slovensku.
Členem se může stát kterákoli právnická či fyzická osoba, která splní podmínky pro vznik členství. Fyzická osoba musí být způsobilá za právní úkony a zároveň odborníkem v oblasti firemních nákupů, veřejných zakázek nebo v používání elektronických nástrojů a to v oblasti praxe i teorie.